# آلادی آیگبا
آلادی آیگبا (انگلیسی: Aladi Ayegba؛ زادهٔ ۲۵ ژوئن ۱۹۸۶) بازیکن فوتبال اهل نیجریه است.
وی همچنین در تیم ملی فوتبال زنان نیجریه بازی کرده‌است.